# Katrin Schreiter
Katrin Schreiter (ur. 24 lutego 1969 w Arnstadt) – niemiecka lekkoatletka, specjalizująca się w biegach sprinterskich. W czasie swojej kariery reprezentowała również Niemiecką Republikę Demokratyczną.

## Sukcesy sportowe
- srebrna medalistka mistrzostw Niemiec w biegu na 400 metrów – 1991[1]
- srebrna medalistka halowych mistrzostw Niemiec w biegu na 400 metrów – (1991)[2]
- srebrna medalistka mistrzostw NRD w biegu na 400 metrów – 1989[3]
- dwukrotna złota medalistka halowych mistrzostw NRD w biegu na 400 metrów – 1989, 1990[4]

| Rok  | Miasto  | Zawody                    | Konkurencja        | Wynik       |
| ---- | ------- | ------------------------- | ------------------ | ----------- |
| 1991 | Sewilla | Halowe mistrzostwa świata | sztafeta 4 x 400 m | złoty medal |

## Rekordy życiowe
| konkurencja        | na stadionie | w hali                       |
| ------------------ | ------------ | ---------------------------- |
| bieg na 400 metrów |              | 52,86 – Dortmund, 16/02/1991 |